# Jasmin Čeliković
Jasmin Čeliković (Bihać, 7 gennaio 1999) è un calciatore bosniaco, difensore del Koper.

## Carriera

### Club
Ha giocato nella prima divisione dei campionati croato, bosniaco, slovacco, russo, greco e sloveno.

### Nazionale
Ha giocato nelle nazionali giovanili bosniache Under-17 ed Under-19.